# ظهور نار من الحجاز (علامات الساعة الصغرى)
ظهور نار من الحجاز هي علامةٌ من علامات الساعة الصغرى التي حدثت عام 654 هـ-1256م وقد أخبر بها نبي الإسلام محمد حيث تدفقت الحمم البركانية من حرة رهط وموقعها في المدينة المنورة حيث ثار لمدة تقارب 3 أشهر.

## خلفية جيولوجية
تميزت أرض الحجاز عن المناطق حولها من حيث الطبيعة الجيولوجيّة، ولعل كل من يقترب من «المدينة المنورة» أو يدخل مشارفها يلحظ التكوينات الصخوريّة السوداء التي تحيط بالمدينة وتنتثر في جنباتها وتُعرّف بـ (الحَرّة)، والتي تكوّنت بفعل الأنشطة البركانيّة القديمة فيها، وتمتد هذه الصخور البركانيّة لتشكّل دائرةً واسعة تثير شغف الدارسين والمهتمّين بعلوم الأرض.

## الدلائل على العلامة
في سنة 654 هـ ثار بركان عظيم بجوار المدينة المنورة، خلدها التاريخ، ودونها المؤلفون، وسطرها الشعراء الحاذقون، هي نار الحجاز التي كانت تسمى بالحريق.
والحريق: اضطرام النار وتلهبها. والحريق أيضًا اللهب". ، ونصه: "النار اسم جامع، تكون نارًا وهي حريق وغير حريق، فإذا التهبت، فهي حريق".
روى البخاري قال: قال سعيد بن المسيب أخبرني أبو هريرة أن رسول الله ﷺ قال: «لا تَقُومُ الساعةُ حتى تخرجَ نارٌ من أرض الحجاز تضيءُ لها أعناقُ الإبلَ بِبُصرى».
وعن رافع بن بشر السلمي عن أبيه مرفوعاً «يوشك نار تخرج من حُبس وسيل ‘ تسير سير مطية الإبل تسير النهار وتقيم الليل» (وحبس بالضم والسكون بين حرة بني سليم والسويرقية) (وحرة بني سليم تحت قاع حمى النقيع شرقاً) (والنقيع هو في أعلى وادي العقيق)
وثار هذا البركان ثوراناً عنيفاً وقد وصفه المؤرخون وقالوا أنه سبق ثوران البركان زلزال عنيف تردد في يوم واحد (18) مرة واهتزت له المنابر وسمع لسقف المسجد صرير عظيم.

## أقوال العلماء والمؤرخين
قال القسطلاني- وهو غير شارح البخاري- فلما كان يوم الجمعة نصف النهار ظهرت تلك النار فثار من محل ظهورها في الجو دخان متراكم غشى الأفق سواده فلما تراكمت الظلمات وأقبل الليل سطع شعاع النار فظهرت مثل المدينة العظيمة.
قال الحافظ ابن حجر العسقلاني: «قَالَ الْقُرْطُبِيُّ فِي التَّذْكِرَةِ: قَدْ خَرَجَتْ ‌نَارٌ ‌بِالْحِجَازِ ‌بِالْمَدِينَةِ وَكَانَ بَدْؤُهَا زَلْزَلَةً عَظِيمَةً فِي لَيْلَةِ الْأَرْبِعَاءِ بَعْدَ الْعَتَمَةِ الثَّالِثِ مِنْ جُمَادَى الْآخِرَةِ سَنَةَ أَرْبَعٍ وَخَمْسِينَ وَسِتِّمِائَةٍ، وَاسْتَمَرَّتْ إِلَى ضُحَى النَّهَارِ يَوْمَ الْجُمُعَةِ فَسَكَنَتْ، وَظَهَرَتِ النَّارُ بِقُرَيْظَةَ بِطَرَفِ الْحَرَّةِ تُرَى فِي صُورَةِ الْبَلَدِ الْعَظِيمِ عَلَيْهَا سُورٌ مُحِيطٌ عَلَيْهِ شَرَارِيفُ وَأَبْرَاجٌ وَمَآذِنُ، وَترى رجال يَقُودُونَهَا، لَا تَمُرُّ عَلَى جَبَلٍ إِلَّا دَكَّتْهُ وَأَذَابَتْهُ، وَيَخْرُجُ مِنْ مَجْمُوعِ ذَلِكَ مِثْلُ النَّهَرِ أَحْمَرُ وَأَزْرَقُ لَهُ دَوِيٌّ كَدَوِيِّ الرَّعْدِ، يَأْخُذُ الصُّخُورَ بَيْنَ يَدَيْهِ وَيَنْتَهِي إِلَى مَحَطِّ الرَّكْبِ الْعِرَاقِيِّ، وَاجْتَمَعَ مِنْ ذَلِكَ رَدْمٌ صَارَ كَالْجَبَلِ الْعَظِيمِ، فَانْتَهَتِ النَّارُ إِلَى قُرْبِ الْمَدِينَةِ، وَمَعَ ذَلِكَ فَكَانَ يَأْتِي الْمَدِينَةَ نَسِيمٌ بَارِدٌ، وَشُوهِدَ لِهَذِهِ النَّارِ غَلَيَانٌ كَغَلَيَانِ الْبَحْرِ، وَقَالَ لِي بَعْضُ أَصْحَابِنَا رَأَيْتُهَا صَاعِدَةً فِي الْهَوَاءِ مِنْ نَحْو خَمْسَة أَيَّام وَسمعت أنها رؤيت مِنْ مَكَّةَ، وَمِنْ جِبَالِ بُصْرَى.
وَقَالَ النَّوَوِيُّ: تَوَاتَرَ الْعِلْمُ بِخُرُوجِ هَذِهِ النَّارِ عِنْدَ جَمِيعِ أَهْلِ الشَّامِ.
وَقَالَ أَبُو شَامَةَ فِي ذَيْلِ الرَّوْضَتَيْنِ: وَرَدَتْ فِي أَوَائِلِ شَعْبَانَ سَنَةَ أَرْبَعٍ وَخَمْسِينَ كُتُبٌ مِنَ الْمَدِينَةِ الشَّرِيفَةِ فِيهَا شَرْحُ أَمْرٍ عَظِيمٍ حَدَثَ بِهَا فِيهِ تَصْدِيقٌ لِمَا فِي الصَّحِيحَيْنِ... فَذَكَرَ هَذَا الْحَدِيثَ، قَالَ فَأَخْبَرَنِي بَعْضُ مَنْ أَثِقُ بِهِ مِمَّنْ شَاهَدَهَا أَنَّهُ بَلَغَهُ أَنَّهُ كَتَبَ بِتَيْمَاءَ عَلَى ضَوْئِهَا الْكُتُبَ فَمِنَ الْكُتُبِ... فَذَكَرَ نَحْوَ مَا تَقَدَّمَ وَمِنْ ذَلِكَ أَنَّ فِي بَعْضِ الْكُتُبِ ظَهَرَ فِي أَوَّلِ جُمْعَةٍ مِنْ جُمَادَى الْآخِرَةِ فِي شَرْقَيِ الْمَدِينَةِ نَارٌ عَظِيمَةٌ بَيْنَهَا وَبَيْنَ الْمَدِينَةِ نِصْفُ يَوْمٍ انْفَجَرَتْ مِنَ الْأَرْضِ، وَسَالَ مِنْهَا وَادٍ مِنْ نَارٍ حَتَّى حَاذَى جَبَلَ أُحُدٍ، وَفِي كِتَابٍ آخَرَ: انْبَجَسَتِ الْأَرْضُ مِنَ الْحَرَّةِ بِنَارٍ عَظِيمَةٍ يَكُونُ قَدْرُهَا مِثْلَ مَسْجِدِ الْمَدِينَةِ، وَهِيَ بِرَأْيِ الْعَيْنِ مِنَ الْمَدِينَةِ، وَسَالَ مِنْهَا وَادٍ يَكُونُ مِقْدَارُهُ أَرْبَعَ فَرَاسِخَ وَعَرْضُهُ أَرْبَعَ أَمْيَالٍ، يَجْرِي عَلَى وَجْهِ الْأَرْضِ وَيَخْرُجُ مِنْهُ مِهَادٌ وَجِبَالٌ صِغَارٌ، وَفِي كِتَابٍ آخَرَ: ظَهَرَ ضَوْؤُهَا إِلَى أَنْ رَأَوْهَا مِنْ مَكَّةَ. قَالَ: وَلَا أَقْدِرُ أَصِفُ عِظَمَهَا وَلَهَا دَوِيٌّ. قَالَ أَبُو شَامَةَ: وَنَظَمَ النَّاسُ فِي هَذَا أَشْعَارًا وَدَامَ أَمْرُهَا أَشْهُرًا ثُمَّ خَمَدَتْ.
وَالَّذِي ظَهَرَ لِي أَنَّ النَّارَ الْمَذْكُورَةَ فِي حَدِيثِ الْبَابِ هِيَ الَّتِي ظَهَرَتْ بِنَوَاحِي الْمَدِينَةِ كَمَا فَهِمَهُ الْقُرْطُبِيُّ وَغَيْرُهُ».
وقال القسطلاني: إن ضوءها استولى على ما بطن وظهر حتى كأن الحرم والمدينة قد أشرقت بهما الشمس.
ونقل أبو شامة أنها رؤيت من مكة ومن الفلاة جميعها ومن ينبع: وروى أبو شامة أيضاً أنه أخبره من يثق به أنه بلغه أنه كتب بتيماء على ضوئها الكتب.
وقال العماد بن كثير: أخبرني قاضي القضاة صدر الدين الحنفي عن والدة الشيخ صفي الدين مدرس مدرسة بصرى أنه أخبره غير واحد من الأعراب صبيحة الليلة التي ظهرت فيها هذه النار أنهم رأوا صفحات أعناق إبلهم على ضوء تلك النار.

## ثوران البركان ثلاثة شهور
وقد استمر ثوران البركان مدة ثلاثة شهور كما رواه المؤرخون يسكن مرة ويثور أخرى حتى همدت ناره نهائياً.
وقد زحفت نار البركان متسنمة ظهر الحرة الشرقية للمدينة حتى وصلت إلى قرب جبل وعيرة واستمر زحفها عبر وادي قناة حمزة محاذية جبل أحد من شرقه إلى أن قربت من حرة العريض فانطفأت.
قال القسطلاني: إن طرفها الشامي الذي يلي الحرم- حرم المدينة- اتصل بجبل وعيرة على قرب من شرق جبل أحد وإنها مضت في زحفها في وادي الشظاة الذي في طرفه وادي حمزة حتى استقرت تجاه حرم النبي فوقفت وانطفأت.
قال السيد السمهودي وهذا أولى بالاعتماد- ونقل أبو شامة أن سيل هذه النار انحدر مع وادي الشظاة حتى حاذى جبل أحد وكادت النار تقارب حرة العريض وانطفأت هناك ورجعت تسير في الشرق...
وقال بعض المؤرخين: إنها سالت سيلاً ذريعاً في وادي طوله أربعة فراسخ وعرضه أربعة أميال وعمقه قامة ونصف وهي تجري على وجه الأرض والصخر يذوب ويتجمع في آخر وادي الشظاة إلى جهة جبل وعيرة حتى سدت الوادي بسد عظيم من الحجر المسبوك بالنار...
وأقول إن سيل وادي قناة (الشظاة) قد سد وحجز خلفه آلاف الأطنان من الماء ويسمي أهل المدينة ناحية السد والماء المحجوز خلفه بالعاقول ويمكن مشاهدته بالسير على خط أسفلتي على بعد نحو 22 كيلو متراً عن المدينة...
ومن جبل مقعد مطير حيث تجثم في سطحه محطة مائية للعين الزرقاء ذات خزانين سفلي وعلوي لتزويد المدينة بالماء يمكن مشاهدة الحجارة المصهورة على بعد نحو 8 كيلو مترات عن المدينة.
ورواية المؤرخين كلها لا تختلف إلا لفظا وكلها تدل على هول هذه النار وزحفها صوب المدينة. وقد حمية منها المدينة المنورة
وقال ابن فرحون: فأما ظهور النار فكان آية عظيمة. فيها تصديق لما في «الصحيحين» من حديث أبي هريرة قال: قال رسول الله صلى الله عليه وسلم: «لا تقوم الساعة حتى تخرج نار من أرض الحجاز تضيء لها أعناق الإبل ببُصرى».
وقد شرح كثير من الناس أمرها وأرخوا خبارها، وبعضهم يزيد على بعض في وصفها. وسأذكر خلاصة ما قيل في ذلك معتمداً على ما نقله الشيخ الإمام العلامة الحافظ المؤرخ ذو التصانيف المفيدة شهاب الدين أبو محمد عبد الرحمن إسماعيل - الشهير بأبي شامة - الدمشقي الشافعي في كتابه (مذيل الروضتين في أخبار الدولتين)، نقله من رسائل وصلت إلى دمشق من المدينة.

## وصف العلماء والمؤرخين والشعراء لها
قال العلامة أبو شامة: وظهر عندنا بدمشق أثر ذلك الكسوف من ضعف نورها على الحيطان، وكنا حيارى من سبب ذلك، إلى أن بلغنا الخبر عن هذه النار، وكل من ذكر هذه النار يقول في آخر كلامه: ولا أقدر أشرح وصفها على الكمال.
وقال سنان في آخر كتابه: وما أقدر أصف عظمها، وما فيها من الأهوال. وقال القاشاني: وكتبت هذا الكتاب، ولها شهر في مكانها لا تتقدم ولا تتأخر.
وذكر جمال الدين المطري أنها بقيت ثلاثة أشهر.
ومما قيل في هذه النار:

## إنظر أيضاً
- علامات الساعة الصغرى
- الإسلام